# Scheiss Liebe
Scheiss Liebe è il secondo singolo estratto da Ring Frei. Uscito il 6 marzo 2009, è stato scritto da LaFee, Bob Arnz e Gerd Zimmermann.

## Tracce
- CD single: 2 Track Edition[1]

1. "Scheiss Liebe" (versione singolo) - 3:43
2. "Für Dich"(Live) (b-side) - 3:48